# أندرو جي. كولفين
أندرو جي. كولفين هو محامي وسياسي أمريكي، ولد في 30 أبريل 1808، وتوفي في 8 يوليو 1889. نشط حزبياً في الحزب الديمقراطي. وقد انتخب عضو مجلس ولاية نيويورك ‏.